# Elecciones presidenciales de Estados Unidos de 2024 en Carolina del Norte
Las elecciones presidenciales de Estados Unidos de 2024 en Carolina del Norte se llevaron a cabo el 5 de noviembre de 2024, como parte de las elecciones presidenciales de Estados Unidos de 2024. Los votantes de Carolina del Norte eligieron a los 16 electores que los representarían en el Colegio Electoral mediante votación popular.
Aunque es un estado del Cinturón Bíblico, Carolina del Norte ha sido competitiva desde fines de la década de 2000. Sin embargo, los republicanos han ganado todas las carreras federales en Carolina del Norte desde 2010.
Robert F. Kennedy Jr. reunió suficientes firmas para aparecer en la boleta.

## Encuestas
| Fecha                    | Fuente                       | Muestra | Trump (R) | Harris (D) | Ventaja |
| ------------------------ | ---------------------------- | ------- | --------- | ---------- | ------- |
| Fecha                    | Fuente                       | Muestra |           |            | Ventaja |
| 29 de octubre de 2024    | AtlasIntel                   | 1665    | 48%       | 48%        | -       |
| 27 de octubre de 2024    | Redfield & Wilton Strategies | 770     | 48%       | 46%        | 2       |
| 22 de octubre de 2024    | Redfield & Wilton Strategies | 679     | 48%       | 47%        | 1       |
| 20 de octubre de 2024    | Morning Consult              | 755     | 49%       | 46%        | 3       |
| 18 de octubre de 2024    | Redfield & Wilton Strategies | 843     | 48%       | 45%        | 3       |
| 17 de octubre de 2024    | AtlasIntel                   | 1674    | 49%       | 50%        | 1       |
| 15 de octubre de 2024    | Cygnal                       | 600     | 47%       | 47%        | -       |
| 14 de octubre de 2024    | Redfield & Wilton Strategies | 620     | 48%       | 46%        | 2       |
| 14 de octubre de 2024    | Quinnipiac University        | 1031    | 47%       | 49%        | 2       |
| 2 de octubre de 2024     | Redfield & Wilton Strategies | 753     | 47%       | 45%        | 2       |
|                          |                              |         |           |            |         |
| 29 de septiembre de 2024 | Quinnipiac University        | 953     | 49%       | 47%        | 2       |
| 26 de septiembre de 2024 | East Carolina University     | 1005    | 49%       | 47%        | 2       |
| 25 de septiembre de 2024 | CNN                          | 931     | 48%       | 48%        | -       |
| 25 de septiembre de 2024 | Cook Political Report        | 411     | 46%       | 49%        | 3       |
| 24 de septiembre de 2024 | Fox News                     | 787     | 49%       | 47%        | 2       |
| 21 de septiembre de 2024 | New York Times               | 682     | 47%       | 45%        | 2       |
| 19 de septiembre de 2024 | Redfield & Wilton Strategies | 868     | 48%       | 47%        | 1       |
| 17 de septiembre de 2024 | Impact Research              | 600     | 48%       | 46%        | 2       |
| 9 de septiembre de 2024  | Redfield & Wilton Strategies | 495     | 44%       | 45%        | 1       |
| 8 de septiembre de 2024  | Quinnipiac University        | 940     | 46%       | 49%        | 3       |
| 3 de septiembre de 2024  | YouGov                       | 1000    | 47%       | 46%        | 1       |
|                          |                              |         |           |            |         |
| 28 de agosto de 2024     | East Carolina University     | 920     | 48%       | 47%        | 1       |
| 28 de agosto de 2024     | Redfield & Wilton Strategies | 1071    | 45%       | 44%        | 1       |

## Resultados

### Generales
| Partido       | Partido             | Candidato     | Votos     | %     |
| ------------- | ------------------- | ------------- | --------- | ----- |
|               | Republicano         | Donald Trump  | 2,898,424 | 50.86 |
|               | Demócrata           | Kamala Harris | 2,715,378 | 47.65 |
|               | Verde               | Jill Stein    | 24,762    | 0.43  |
|               | Libertario          | Chase Oliver  | 22,165    | 0.39  |
|               | Justicia para Todos | Cornel West   | 12,099    | 0.21  |
|               | Constitución        | Randall Terry | 6,863     | 0.12  |
| Escritos      | Escritos            | Escritos      | 19,494    | 0.33  |
|               |                     |               |           |       |
| Total         | Total               | Total         | 5,699,185 | 100   |
| Participación | Participación       | Participación | 5,724,001 | 73.73 |
| Registrados   | Registrados         | Registrados   | 7,763,502 |       |
|               |                     |               |           |       |
| Fuente:       |                     |               |           |       |

### Por condado
|              | Trump Republicano | Trump Republicano | Harris Demócrata | Harris Demócrata | Total       | Margen | Margen |
| Condado      | Votos             | %                 | Votos            | %                | Total       | Votos  | %      |
| ------------ | ----------------- | ----------------- | ---------------- | ---------------- | ----------- | ------ | ------ |
| Alamance     |                   |                   |                  |                  | En curso... |        |        |
| Alexander    |                   |                   |                  |                  | En curso... |        |        |
| Alleghany    |                   |                   |                  |                  | En curso... |        |        |
| Anson        |                   |                   |                  |                  | En curso... |        |        |
| Ashe         |                   |                   |                  |                  | En curso... |        |        |
| Avery        |                   |                   |                  |                  | En curso... |        |        |
| Beaufort     | 17,296            | 65.09             | 9,049            | 34.05            | 26,572      | 8,247  | 31.04  |
| Bertie       |                   |                   |                  |                  | En curso... |        |        |
| Bladen       |                   |                   |                  |                  | En curso... |        |        |
| Brunswick    |                   |                   |                  |                  | En curso... |        |        |
| Buncombe     |                   |                   |                  |                  | En curso... |        |        |
| Burke        |                   |                   |                  |                  | En curso... |        |        |
| Cabarrus     |                   |                   |                  |                  | En curso... |        |        |
| Caldwell     |                   |                   |                  |                  | En curso... |        |        |
| Camden       |                   |                   |                  |                  | En curso... |        |        |
| Carteret     |                   |                   |                  |                  | En curso... |        |        |
| Caswell      |                   |                   |                  |                  | En curso... |        |        |
| Catawba      |                   |                   |                  |                  | En curso... |        |        |
| Chatham      |                   |                   |                  |                  | En curso... |        |        |
| Cherokee     |                   |                   |                  |                  | En curso... |        |        |
| Chowan       | 4,587             | 60.74             | 2,895            | 38.33            | 7,552       | 1,692  | 22.41  |
| Clay         |                   |                   |                  |                  | En curso... |        |        |
| Cleveland    |                   |                   |                  |                  | En curso... |        |        |
| Columbus     |                   |                   |                  |                  | En curso... |        |        |
| Craven       |                   |                   |                  |                  | En curso... |        |        |
| Cumberland   |                   |                   |                  |                  | En curso... |        |        |
| Currituck    |                   |                   |                  |                  | En curso... |        |        |
| Dare         |                   |                   |                  |                  | En curso... |        |        |
| Davidson     |                   |                   |                  |                  | En curso... |        |        |
| Davie        |                   |                   |                  |                  | En curso... |        |        |
| Duplin       |                   |                   |                  |                  | En curso... |        |        |
| Durham       |                   |                   |                  |                  | En curso... |        |        |
| Edgecombe    |                   |                   |                  |                  | En curso... |        |        |
| Forsyth      |                   |                   |                  |                  | En curso... |        |        |
| Franklin     |                   |                   |                  |                  | En curso... |        |        |
| Gaston       |                   |                   |                  |                  | En curso... |        |        |
| Gates        |                   |                   |                  |                  | En curso... |        |        |
| Graham       |                   |                   |                  |                  | En curso... |        |        |
| Granville    |                   |                   |                  |                  | En curso... |        |        |
| Greene       |                   |                   |                  |                  | En curso... |        |        |
| Guilford     |                   |                   |                  |                  | En curso... |        |        |
| Halifax      |                   |                   |                  |                  | En curso... |        |        |
| Harnett      |                   |                   |                  |                  | En curso... |        |        |
| Haywood      |                   |                   |                  |                  | En curso... |        |        |
| Henderson    |                   |                   |                  |                  | En curso... |        |        |
| Hertford     |                   |                   |                  |                  | En curso... |        |        |
| Hoke         |                   |                   |                  |                  | En curso... |        |        |
| Hyde         |                   |                   |                  |                  | En curso... |        |        |
| Iredell      |                   |                   |                  |                  | En curso... |        |        |
| Jackson      |                   |                   |                  |                  | En curso... |        |        |
| Johnston     |                   |                   |                  |                  | En curso... |        |        |
| Jones        |                   |                   |                  |                  | En curso... |        |        |
| Lee          |                   |                   |                  |                  | En curso... |        |        |
| Lenoir       |                   |                   |                  |                  | En curso... |        |        |
| Lincoln      |                   |                   |                  |                  | En curso... |        |        |
| McDowell     |                   |                   |                  |                  | En curso... |        |        |
| Macon        |                   |                   |                  |                  | En curso... |        |        |
| Madison      |                   |                   |                  |                  | En curso... |        |        |
| Martin       |                   |                   |                  |                  | En curso... |        |        |
| Mecklenburg  |                   |                   |                  |                  | En curso... |        |        |
| Mitchell     |                   |                   |                  |                  | En curso... |        |        |
| Montgomery   |                   |                   |                  |                  | En curso... |        |        |
| Moore        |                   |                   |                  |                  | En curso... |        |        |
| Nash         |                   |                   |                  |                  | En curso... |        |        |
| New Hanover  |                   |                   |                  |                  | En curso... |        |        |
| Northampton  |                   |                   |                  |                  | En curso... |        |        |
| Onslow       |                   |                   |                  |                  | En curso... |        |        |
| Orange       |                   |                   |                  |                  | En curso... |        |        |
| Pamlico      |                   |                   |                  |                  | En curso... |        |        |
| Pasquotank   |                   |                   |                  |                  | En curso... |        |        |
| Pender       |                   |                   |                  |                  | En curso... |        |        |
| Perquimans   |                   |                   |                  |                  | En curso... |        |        |
| Person       | 13,509            | 61.30             | 8,295            | 37.64            | 22,036      | 5,214  | 23.66  |
| Pitt         |                   |                   |                  |                  | En curso... |        |        |
| Polk         |                   |                   |                  |                  | En curso... |        |        |
| Randolph     |                   |                   |                  |                  | En curso... |        |        |
| Richmond     |                   |                   |                  |                  | En curso... |        |        |
| Robeson      |                   |                   |                  |                  | En curso... |        |        |
| Rockingham   |                   |                   |                  |                  | En curso... |        |        |
| Rowan        |                   |                   |                  |                  | En curso... |        |        |
| Rutherford   |                   |                   |                  |                  | En curso... |        |        |
| Sampson      |                   |                   |                  |                  | En curso... |        |        |
| Scotland     | 7,767             | 53.10             | 6,754            | 46.18            | 14,626      | 1,013  | 6.92   |
| Stanly       |                   |                   |                  |                  | En curso... |        |        |
| Stokes       |                   |                   |                  |                  | En curso... |        |        |
| Surry        |                   |                   |                  |                  | En curso... |        |        |
| Swain        | 4,311             | 61.13             | 2,643            | 37.48            | 7,052       | 1,668  | 23.65  |
| Transylvania |                   |                   |                  |                  | En curso... |        |        |
| Tyrrell      | 1,057             | 60.16             | 680              | 38.70            | 1,757       | 377    | 21.46  |
| Union        |                   |                   |                  |                  | En curso... |        |        |
| Vance        |                   |                   |                  |                  | En curso... |        |        |
| Wake         |                   |                   |                  |                  | En curso... |        |        |
| Warren       |                   |                   |                  |                  | En curso... |        |        |
| Washington   |                   |                   |                  |                  | En curso... |        |        |
| Watauga      |                   |                   |                  |                  | En curso... |        |        |
| Wayne        |                   |                   |                  |                  | En curso... |        |        |
| Wilkes       |                   |                   |                  |                  | En curso... |        |        |
| Wilson       |                   |                   |                  |                  | En curso... |        |        |
| Yadkin       |                   |                   |                  |                  | En curso... |        |        |
| Yancey       | 7,511             | 66.56             | 3,635            | 32.21            | 11,285      | 3,876  | 34.35  |